# Caragana kansuensis
Caragana kansuensis är en ärtväxtart som beskrevs av Antonina Ivanovna Pojarkova. Caragana kansuensis ingår i släktet karaganer, och familjen ärtväxter. Inga underarter finns listade i Catalogue of Life.